# Jean Geefs
Pour les articles homonymes, voir Geefs.
Jean Geefs (né à Anvers le 24 avril 1825 et mort à Bruxelles le 9 mai 1860) est un sculpteur belge. Lauréat du Prix de Rome belge en 1846, il réalise des œuvres présentes dans l'espace public de villes belges et dans des collections étrangères.

## Biographie

### Famille
Jean Geefs, né à Anvers le 24 avril 1825 est un membre de la famille Geefs, une fratrie de sept sculpteurs issus des deux mariages de Joannes Geefs (1779-1848), boulanger. Jean Geefs est le premier fils du second mariage de son père avec Dymphna Vermeulen (1788-1843).

### Formation et carrière
De 1839 à 1841, Jean Geefs étudie l'art à l'Académie royale des beaux-arts de Bruxelles. De 1842 à 1846, il étudie à l'Académie royale des beaux-arts d'Anvers, où son frère Joseph est professeur. À dix-sept ans il obtient le premier prix de sculpture, puis les prix d'anatomie, de modelage d'après nature et de composition historique au Salon d'Anvers de 1846, où il est également couronné pour sa statue Caïn.
En 1846, il remporte le Prix de Rome belge en sculpture grâce à son œuvre Le bâton d'Aaron transformé en serpent. Dix ans plus tôt, en 1836, son frère Joseph avait également été le lauréat du Prix de Rome dans la même discipline.
Avant de partir en Italie (où il demeure de 1846 à 1849), Jean Geefs étudie durant un an à Paris à l'École des Beaux-Arts, où il remporte également le premier Prix de l'Académie des beaux-arts de Paris. 

De retour après ses études italiennes, Geefs expose au Salon de Paris de 1851. Cependant, la critique du quotidien L'Indépendance belge est plutôt mitigée : 

« M. Jean Geefs, un nom que la Belgique compte, à juste titre, parmi les célébrités de son art a exposé un plâtre nommé Métabus, ce roi des Volsques que ses sujets détrônèrent et chassèrent de ses États. L'artiste a traduit le moment où le prince, arrêté dans sa fuite par un torrent, attache sa fille Camille à un javelot pour la lancer sur l'autre rive, en la recommandant à Diane, protectrice des hasards ! Cette composition est habilement modelée ; les têtes ont de l'expression. Je trouve toujours quelques curieux devant ce morceau, dont l'aspect singulier attire, comme son mérite retient. »

En 1855, il reçoit une mention honorable pour un portrait en pied du roi Léopold Ier et un groupe représentant le Lion amoureux à l'Exposition universelle de 1855 à Paris. Le critique d'art Edmond About se montre assez défavorable à la vue des œuvres de Geefs présentées à Paris : il n'y voit qu'un sculpteur imitateur de Canova,. De 1852 à 1859, il séjourne régulièrement à Londres. Il y réalise le groupe Andromède surmontant une fontaine du château de Dudley. La reine Victoria lui commande l'œuvre Love and Malice comme cadeau d'anniversaire pour son mari le prince consort Albert le 26 août 1859.
En 1851, Jean Geefs remporte le concours organisé par la ville d'Alost pour sa statue de Dirk Martens érigée sur la Grand-Place. La statue en bronze, œuvre capitale de Geefs, est inaugurée le 6 juillet 1856, lors d'une fête solennelle, en présence du duc et de la duchesse de Brabant et auxquels Jean Geefs est présenté par Guillaume Geefs, frère du sculpteur.

### Mort
Célibataire, il meurt des suites d'une douloureuse maladie le 9 mai 1860, rue de l'Étoile à Bruxelles, à l'âge de 35 ans. Son service funèbre est célébré le 12 mai 1860 à l'église des Minimes de Bruxelles, suivi de l'inhumation au cimetière de Schaerbeek.

## Œuvres

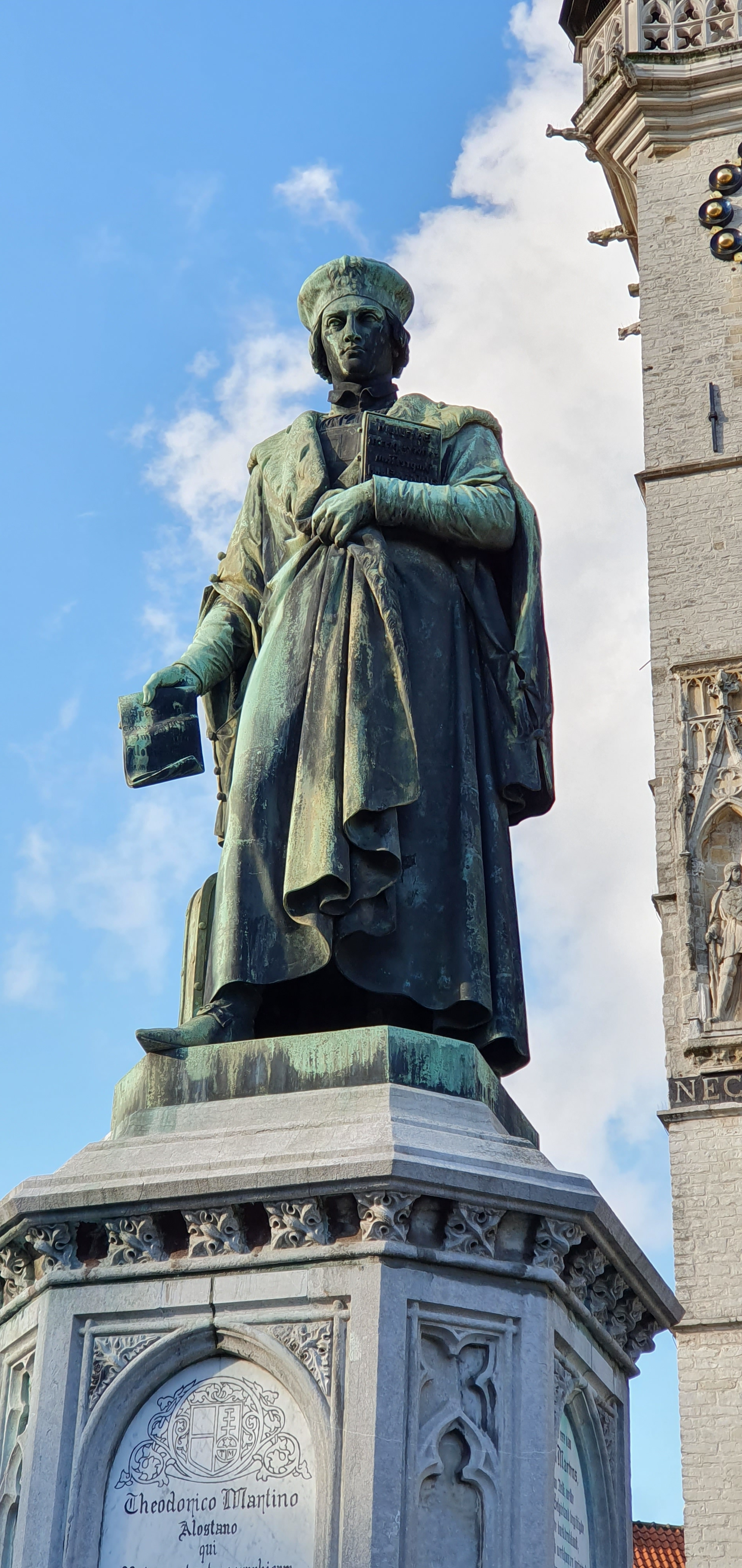
Statue de Dirk Martens, grand-place d'Alost.

- Buste de la reine Louise, plâtre, 1850, inventaire no 11286, conservé aux musées royaux des Beaux-Arts de Belgique[8] ;
- Buste de Frédéric de Reiffenberg, commandé à Jean Geefs le 3 mars 1851 (aujourd'hui au Palais des Académies) ;
- Métabus, plâtre exposé au Salon de Paris de 1851[4].
- The Water Queen, plâtre, Londres, 1854, avec l'inscription : « La Reine des Eaux accordant sa harpe pour célébrer l'Alliance des puissances occidentales »[2] ;
- Dirk Martens, bronze, 1856, Grand-Place d'Alost[7] ;
- Triomphe de l'amour, plâtre, 1857, inventaire no 1444[9] ;
- Amour et ruse, marbre, 1859, la reine Victoria a commandé l'œuvre comme cadeau d'anniversaire pour son mari le prince Albert le 26 août 1859, conservé dans la collection royale du Royaume-Uni ; un exemplaire est également conservé au MRBAB Bruxelles ;
- Avec son frère Théodore Geefs, il réalise la statue Le Victorieux (statue en bronze aujourd'hui dans le jardin du Palais des Académies)[10].
- Chemin de croix de la Cathédrale Saint-Jacques-sur-Coudenberg à Bruxelles.

## Galerie

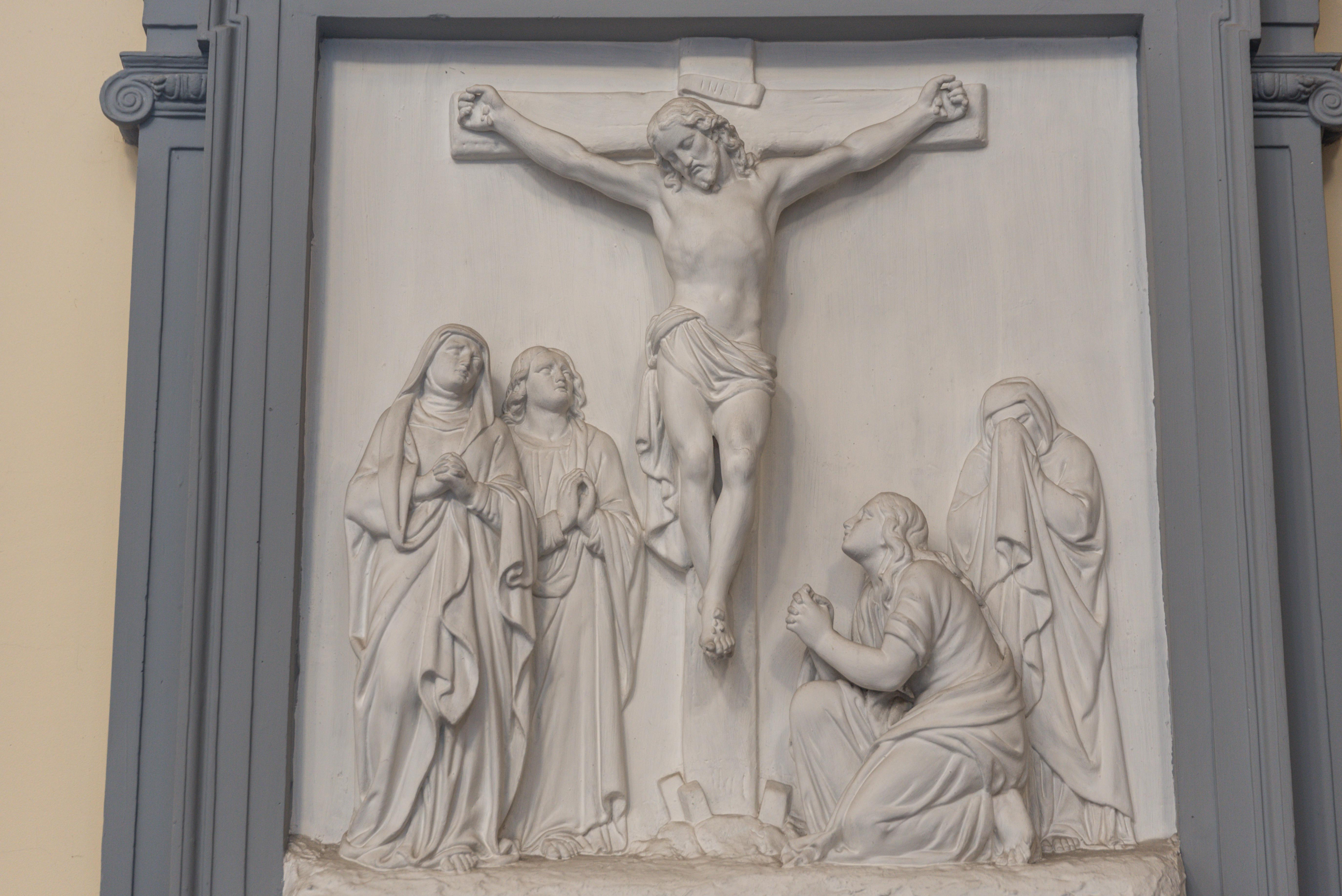
Chemin de croix de la Cathédrale Saint-Jacques-sur-Coudenberg à Bruxelles.
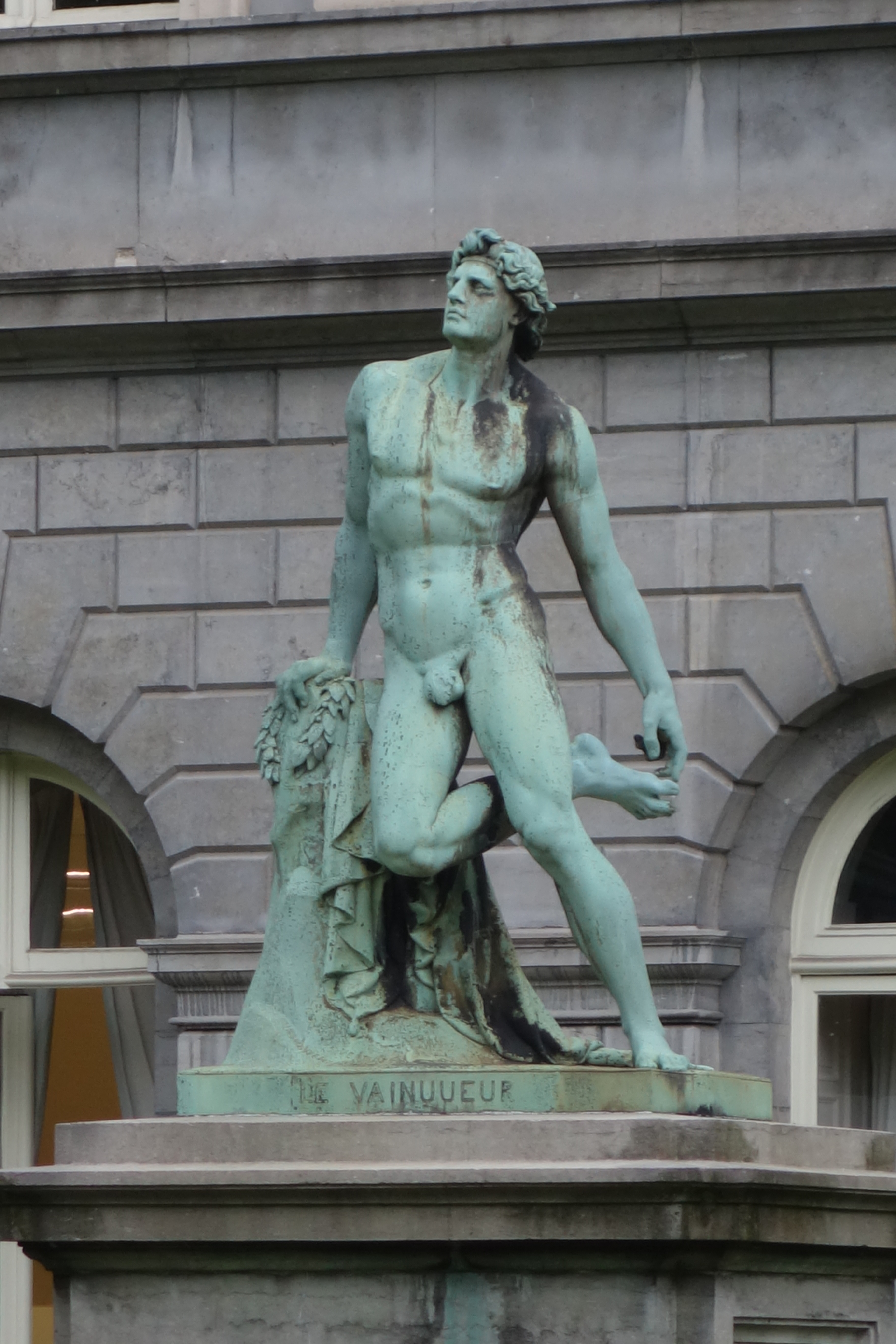
Le Victorieux, Palais des Académies), Bruxelles.
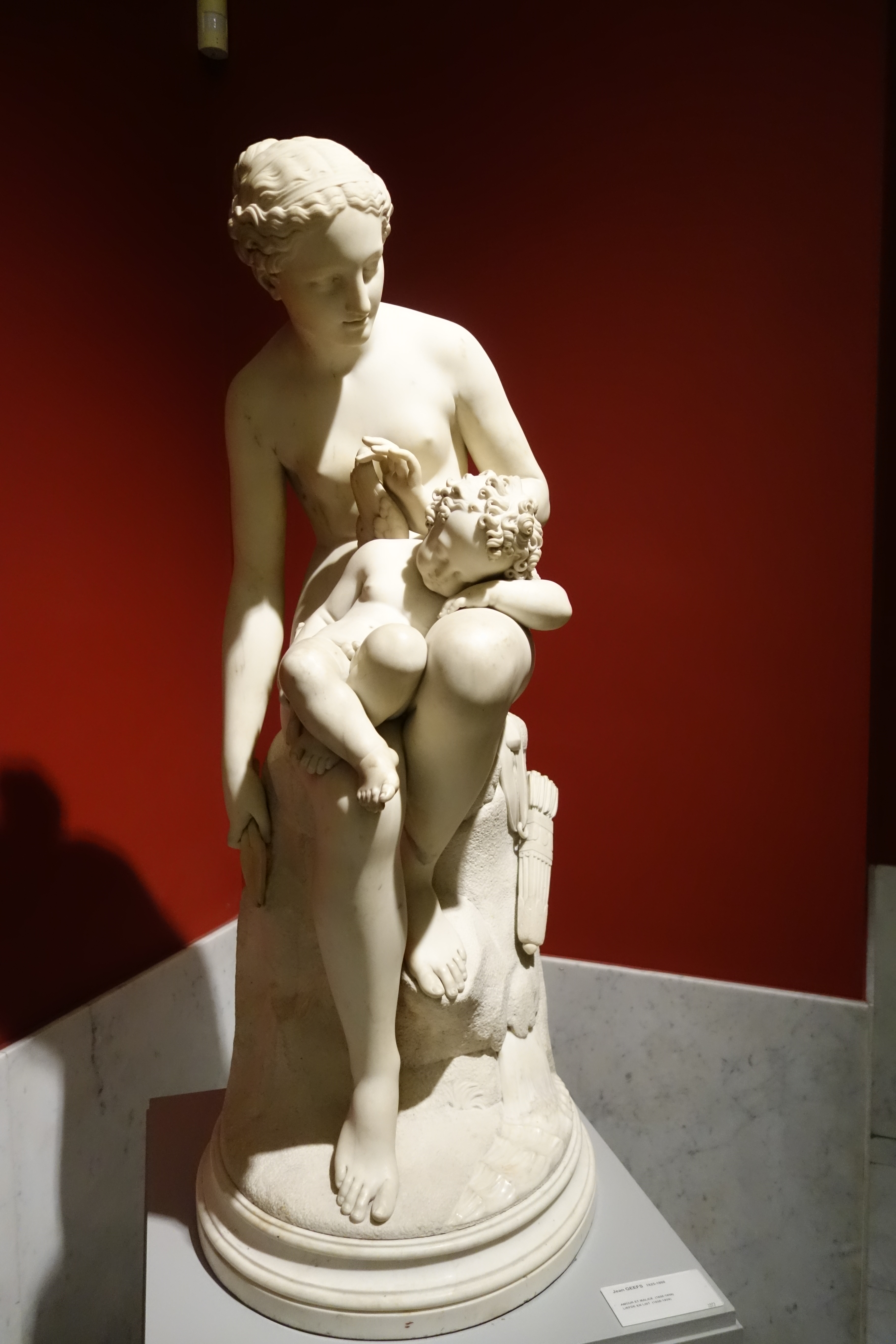
Love and Malice, MRBAB, Bruxelles.
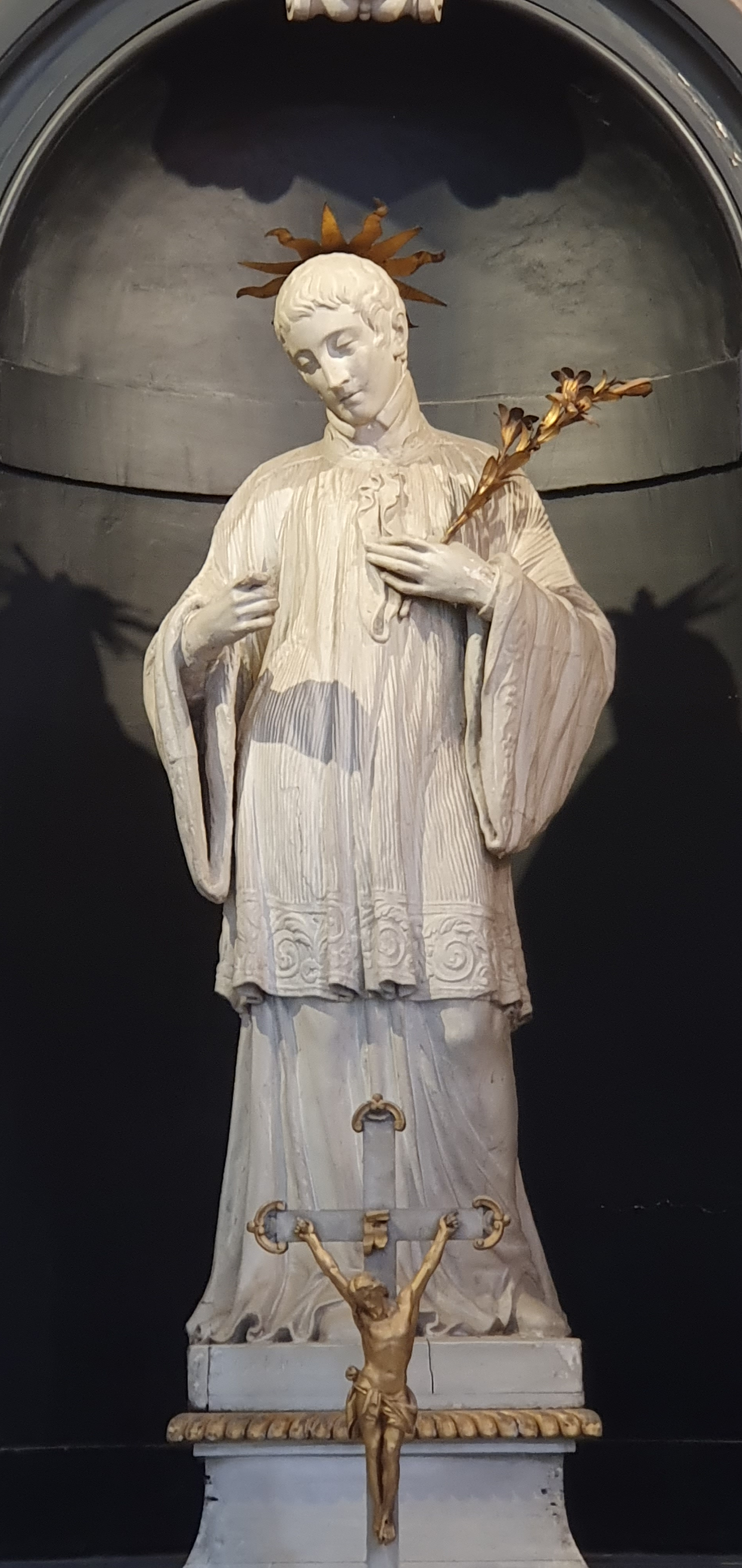
Statue en bois à l'Église Saint-Charles-Borromée d'Anvers.